# Campionati europei di ginnastica aerobica 1999
I Campionati europei di ginnastica aerobica 1999 sono stati la 1ª edizione della competizione organizzata dalla Unione Europea di Ginnastica.
Si sono svolti a Birmingham, in Gran Bretagna, dal 2 al 5 dicembre 1999.

## Partecipanti
Hanno partecipato ai campionati 229 ginnasti in rappresentanza di 26 federazioni europee.
- Albania (9)
- Austria (2)
- Bielorussia (10)
- Bulgaria (14)
- Spagna (5)
- Estonia (3)
- Finlandia (8)
- Francia (16)
- Regno Unito (13)
- Germania (16)
- Grecia (1)
- Ungheria (25)
- Islanda (2)
- Israele (1)
- Italia (13)
- Lettonia (4)
- Lituania (12)
- Paesi Bassi (5)
- Portogallo (15)
- Romania (20)
- Russia (2)
- Slovenia (3)
- Svizzera (1)
- Slovacchia (1)
- Svezia (9)
- Turchia (9)

## Medagliere
| Pos.   | Nazione  | Oro | Argento | Bronzo | Totale |
| ------ | -------- | --- | ------- | ------ | ------ |
| 1      | Romania  | 2   | 1       | 2      | 5      |
| 2      | Francia  | 1   | 2       | 1      | 4      |
| 3      | Italia   | 1   | 0       | 0      | 1      |
| 3      | Russia   | 1   | 0       | 0      | 1      |
| 5      | Ungheria | 0   | 1       | 1      | 2      |
| 6      | Islanda  | 0   | 1       | 0      | 1      |
| 7      | Bulgaria | 0   | 0       | 1      | 1      |
| Totale | Totale   | 5   | 5       | 5      | 15     |

## Podi
| Evento                | Oro            | Argento                   | Bronzo              |
| Individuale maschile  | Olivier Florid | Halldör Birgir Johannsson | Claudiu Moldovan    |
| Individuale femminile | Giovanna Lecis | Izabela Lacatus           | Ludmilla Kovatcheva |
| Coppia mista          | Russia         | Francia                   | Romania             |
| Trio                  | Romania        | Francia                   | Ungheria            |
| Gruppo                | Russia         | Ungheria                  | Francia             |